# Calle 25 (línea de la Cuarta Avenida)
La Calle 25 es una estación en la línea de la Cuarta Avenida del Metro de Nueva York de la B del Brooklyn–Manhattan Transit Corporation (BMT). Localizada en la intersección con la Cuarta Avenida y la Calle 9 en Brooklyn. La estación es servida en varios horarios por los trenes del servicio , ,  y 